# 生命中不能承受之情
《生命中不能承受之情》（英語：Bent）是一部1997年首映的英國電影，由Sean Mathias執導，克萊夫·歐文、Lothaire Bluteau及伊恩·麦凯伦等主演。
故事改編自1979年的同名舞台劇，以1930年代的納粹德國為背景，描述一名同性戀男子被送到集中營後的經歷。

## 劇情
1920年代未至1930年代初魏瑪共和國的柏林，本是同性戀者的天堂，但希特拉掌權後，同性戀者在德國的待遇卻每况愈下。
Max出身自一個富裕家庭，卻因他的同性戀性傾向而和家人鬧翻了，他在柏林與男朋友Rudy同居，卻仍然過著夜夜笙歌的生活。1934年某一晚，Max不理會Rudy的反對，帶了一個納粹衝鋒隊隊員回家，卻適逢希特拉向恩斯特·罗姆及罗姆率領的冲锋队下手（即長刀之夜那一晚），Max只好帶著Rudy逃離柏林。
Max向也是同性戀的叔父Freddie求救，Freddie勸Max離開德國，甚至為Max辦了假證件，但Max卻不肯丟下Rudy獨自逃走，兩人唯有繼續他們的逃亡之旅。期間他們被蓋世太保捉到，將兩人送往達豪（Dachau）集中營。在途中，士兵對Rudy拳打腳踢，但Max為了自保，假裝不認識Rudy。最後Rudy被活活打死，而Max則決定為了在集中營中受到稍微較好的對待，假扮猶太人。
到了集中營，Max如他所願被分獲一顆黃色的六芒星（即代表猶太人的大衛星），而不是倒轉的粉紅三角形。士兵安排他與在火車上認識的另一名男同性戀者Horst一起工作，把一堆石頭從一個位置搬到另一個位置，跟著再搬回去原本的地點。最初Horst因為目睹Max怎樣對Rudy而不肯和Max說話，但日子有加後，兩人為了解悶，終於開始談了起來。Horst雖然不贊同Max假扮異性戀者的做法，卻沒把他供出來，只表示以真的一面死去總好過以假的一面偷生。
兩人逐漸成為朋友，更愛上對方，雖然不敢有實質的接觸，卻用言語及想像力「做愛」。某天，Horst病倒，Max對營中的長官謊稱生病的是Max，而把藥物騙上手，但最後卻因Horst忍不住咳嗽起來而被那長官發現。長官將兩人帶到集中營的電絲網，命Horst撲上電絲網，Horst卻轉身嘗試襲擊長官，結果被長官槍斃。Max見狀，只默默幫Horst脫下他的外套（即有倒轉的粉紅三角形的），將外套穿到自己身上，再撲向電絲網自殺。

## 演員
- 克萊夫·歐文 飾 Max
- Brian Webber II 飾 Rudy
- Lothaire Bluteau 飾 Horst
- 伊恩·麦凯伦 飾 Uncle Freddie
- 尼可拉·科斯特-瓦爾道 飾 Wolf (as Nikolaj Waldau)
- 米克·贾格尔 飾 Greta / George
- 裘德·洛 飾 納粹衝鋒隊員（Stormtrooper）
- Gresby Nash 飾 侍應
- Suzanne Bertish 飾 Half-woman, half-man
- David Meyer 飾 Gestapo man
- Stefan Marling 飾 SS Captain
- Richard Laing 飾 SS guard
- Crispian Belfrage 飾 SS guard
- Johanna Kirby 飾 Muttering woman
- David Phelan 飾 Fluff in park
- Peter Stark 飾 第一名火車上的守衛
- 鲁珀特·格雷夫斯飾 Officer on Train
- 查利·活茨（英语：Charlie Watts） 飾 第二名火車上的守衛
- Holly Davidson 飾 火車上的女子
- 魯伯·潘瑞-瓊斯 飾 路上的守衛
- Paul Kynman 飾 Corporal
- 保羅·彼特尼 飾 Captain
- Wayne McGregor
- 麗素·慧絲 飾 妓女

## 另見
- 納粹德國同性戀史及大屠殺

## 外部連結
- 互联网电影数据库（IMDb）上《生命中不能承受之情》的资料（英文）
- 電影預告片 （页面存档备份，存于）